# Saurauia trolliana
Saurauia trolliana är en tvåhjärtbladig växtart som beskrevs av Herman Otto Sleumer. Saurauia trolliana ingår i släktet Saurauia och familjen Actinidiaceae. Inga underarter finns listade i Catalogue of Life.